# Unexplored
Unexplored — компьютерная игра в жанре roguelike, сочетающая элементы приключенческого боевика, лабиринта и шутера. Игра разработана и издана независимой нидерландской студией Ludomotion.
Unexplored стала доступной в раннем доступе 10 августа 2016 года в Steam. Выпуск игры состоялся 22 февраля 2017 года для персональных компьютеров под управлением Windows. 9 августа 2018 года игра вышла для Nintendo Switch. 19 и 22 февраля 2019 года игра стала доступна на платформах PlayStation 4 и Xbox One соответственно. После первого выпуска для игры вышло три бесплатных дополнения, предлагающих новые режимы игры.
В Unexplored игрок управляет персонажем, которому нужно спуститься в подземелья, найти Амулет Йендора и вернуться с ним живым. Игра реализует ряд особенностей жанра: процедурная генерация уровней, ролевую и боевую системы персонажа, его «перманентную смерть», разнообразие вариантов прохождения и другие. В то же время, в Unexplored игра происходит в реальном времени и используется минималистичная двумерная графика с видом сверху.
Игровая пресса встретила игру неоднозначно. Критики хвалили Unexplored за качество процедурной генерации игрового мира, были получены положительные отзывы по разнообразию игровых механик, хорошему звуковому оформлению, но журналисты посчитали слишком простой графику, а интерфейс слишком сложным.
10 июня 2019 на выставке Electronic Entertainment Expo 2019 студия Ludomotion анонсировала разработку продолжения Unexplored 2:The Wayfarer’s Legacy.

## Игровой процесс

Игровой процесс Unexplored: персонаж выбрал роль вора; спрятавшись от врага за колонной в одной из комнат лабиринта (карта одного уровня показана в левом верхнем углу), готовится к скрытной атаке; открыто справа меню инвентаря — надета кожаная куртка, дающий скрытность плащ и два кольца, в руках два ножа; в комнате слева-внизу видна ручка открытия-закрытия двери; у главного героя 24 из 30 здоровья, после еды идёт восстановление, осталось 4 из 10.

Unexplored является roguelike в реальном времени в двумерной графике с видом сверху. Сюжет и задача аналогичны классической игре жанра — спуститься в подземелья, найти Амулет Йендора и вернуться с ним живым. События истории и повествование о населяемых персонажах и монстрах подземелья ведётся через чтение найденных в пути книг и надписей, и в игре нет каких-либо диалогов с персонажами. Игровой процесс Unexplored сконцентрирован на исследовании лабиринта, избегании опасностей, поиске полезных для выживания и прохождения предметов.
Unexplored предлагает несколько режимов. Прежде всего, в базовой игре игрок может выбирать различные уровни сложности, от которого зависит количество монстров, полезных предметов на уровнях, магических артефактов и др. Помимо основной игры имеется режим Mithril Run (с англ. — «Мифриловый бег»), где целью игрока является поиск в лабиринте наибольшего количества золота. В другом режиме, Ripley Run, задачей является убийство как можно большего числа монстров. Третий режим The Dark Ritual (с англ. — «Тёмный ритуал») предлагает сюжет, в котором главный герой должен успеть остановить происходящий во дворце ритуал, и игровой счёт ведётся исходя из количества полученных о нём знаний. Три именованных режима реализованы в виде дополнений, не связанных с основной игрой.
Прохождение игры ориентировано на многократные попытки изучения уровней, и при этом достижения сыгранных игр влияют на возможности последующих. Если игрок выполняет некоторые условия (в том числе достижения), то это разблокирует часть игры. Например, если у игрока получилось найти отмычку и открыть ей дверь или сундук, то при последующем запуске появляется возможность начать игру за персонажа в роли вора, у которого другие начальные параметры и набор предметов. Каждая новая игра заканчивается наличием у управляемого игроком героя какого-то количества золота, и в случае смерти оно используется в последующей игре — в начале её могут быть куплены дополнительные предметы.

### Игровой мир
Игровой мир состоит из множества уровней, каждый из которых представляет собой прямоугольный лабиринт (см. карту на илл.). Уровни находятся на разной глубине и связаны между собой ходами вверх и вниз, которых на одном уровне может быть несколько. Таким образом, игровой мир представляет собой дерево связанных уровней. Каждый из них не является автономным — имеются задания, которые можно выполнить только получив предметы на другом уровне. В то же время, в разных местах находятся особенные предметы: алтари, кузницы и другие. К ним игрок может возвращаться для выполнения специфичных действий (принесение в жертву, ковка новых предметов соответственно).
На уровнях встречаются обычные монстры и боссы. Поведение монстра, его оружие, скорость и другие характеристики зависят от его типа. Например, рыбы двигаются только в воде, ящерицы могут атаковать своим языком на расстоянии, летучие мыши перемещаются над пропастями и т. д. Монстры могут как присутствовать на уровне в ограниченном количестве, так и появляться периодически (например, новый рой пчёл время от времени вылетает из улья). При приближении к боссу о нём игрок предупреждается заранее, и победа над ним отмечается в игре. Гуманоидные противники имеют схожие с главным героем способности — например, орки могут использовать мечи, щиты, луки, кинжалы и другое оружие, бросать бутылки с различной смесью, подбирать предметы и т. п. Игрок может встретить персонажей, с которыми возможно интерактивное взаимодействие, например, купить у торговца полезные предметы.
Пространство игрового мира представляет собой лабиринт, в основном формируемый стенами комнат и пещер. Свободная поверхность может быть нескольких типов — земля, вода двух уровней, пропасть, огненная лава и др. Относительно игрового процесса они обладают разными свойствами — в воде могут плавать водные монстры, пребывание в глубокой воде ограничено запасом воздуха, в пропасть можно упасть и попасть на другой уровень игрового мира, и т. д. Ещё одним элементом пространства является воздух, который может быть наполнен газом — непрозрачным дымом, ядовитыми пара́ми (отравляющими персонажей), горючими веществами (появление огня приводит к его воспламенению) и др. Данные элементы моделируются игрой и поддаются разного рода управлению — в результате броска пузырька с ядом образуется ядовитое облако, в воздух могут попадать вещества из вентиляционных щелей, ограничивать или распространять газы можно открыванием и закрыванием дверей, и т. д.

### Ролевая игра и предметы
В игре используется своя ролевая система, согласно которой управляемый игроком персонаж имеет 10 характеристик, влияющих на его способности к тем или иным действиям. Например, имеется характеристика «сила», определяющая, насколько тяжёлые можно носить предметы. Если силы недостаточно, то предмет может не проявлять полностью свои характеристики, а персонаж замедлиться. Помимо этого свойства, есть «стрельба» (улучшение стрельбы из лука или арбалета), «магические знания» (способность идентифицировать предметы) и другие. В начале игры набор этих характеристик определяется выбранной ролью (одной из 8 — путешественник, вор, воин и др.). Характеристики могут изменяться в результате игровых событий (например, употребления зелий), или при надевании предметов. Для ношения доступно три места для одежды, плаща, головного убора, амулета, и два для колец. Эти надетые предметы работают пассивно. Помимо их, в каждой руке может быть по одному предмету (мечи, луки, пузырьки с жидкостью и др.), и они используются непосредственно игровым действием.
Если найденные предметы обладают дополнительными свойствами (например, магическими, улучшающими характеристики), то для понимания этого действия нужна идентификация. Она может быть произведена посредством магии (чтения свитков), или в результате использования предмета (ношения брони, использования оружия и т. п.). Найденные предметы могут оказаться проклятыми — после надевания такого предмета его становится невозможным снять. Проклятый предмет кроме занимания места может иметь ухудшающие характеристики свойства, и для избавления от эффекта и освобождения места нужно либо снять проклятие, либо уничтожить предмет.

### Боевая система
Боевая система основывается на использовании различного типа вооружения и позиционировании относительно противников в реальном времени. У главного героя в руках может быть 2 предмета, которые он несёт перед собой и может их использовать непосредственно несколькими способами. Первый из них — когда герой движется на противника и прикасается своим оружием (например, мечом), и это приводит к уколу. Вторым способом является использование оружия, и эта форма зависит уже от его типа. Меч приводит к атаке вперёд на некоторое расстояние, кинжалы бросаются вперёд, из лука происходит выстрел стрелой, булавой происходит размах с поражением определяемым оружием радиусе и угловом секторе. После атаки или укола если оружие осталось в руках, то оно некоторое время восстанавливается, и после этого может быть применено повторно. Бросаемые предметы после попадания в противника рикошетят и могут поразить несколько врагов. Если после броска предмет не попал в глубокую воду или пропасть, то его можно подобрать и использовать снова. В то же время, противники тоже могут подобрать его и применить их против главного героя. В руках у героя могут быть щиты, предотвращающие атаки с определённых направлений, но после защиты им нужно восстановление. Ещё могут быть использованы другие предметы — факелы, поджигающие после броска или удара; бутылки с различной смесью (дымовые, зажигательные и т. п.); и др.
Управляемые компьютером враги обладают некоторым интеллектом — пробуют зайти сбоку, держаться на расстоянии от направленного на них оружия, могут убежать в панике. Подобное поведение позволяет игроку вести поединки в различном стиле. Например, это может быть медленный бой с выбором позиций, проведение агрессивной атаки с устрашением врагов, поджигание или отравление врагов с выжиданием, и др.

## Разработка и выпуск

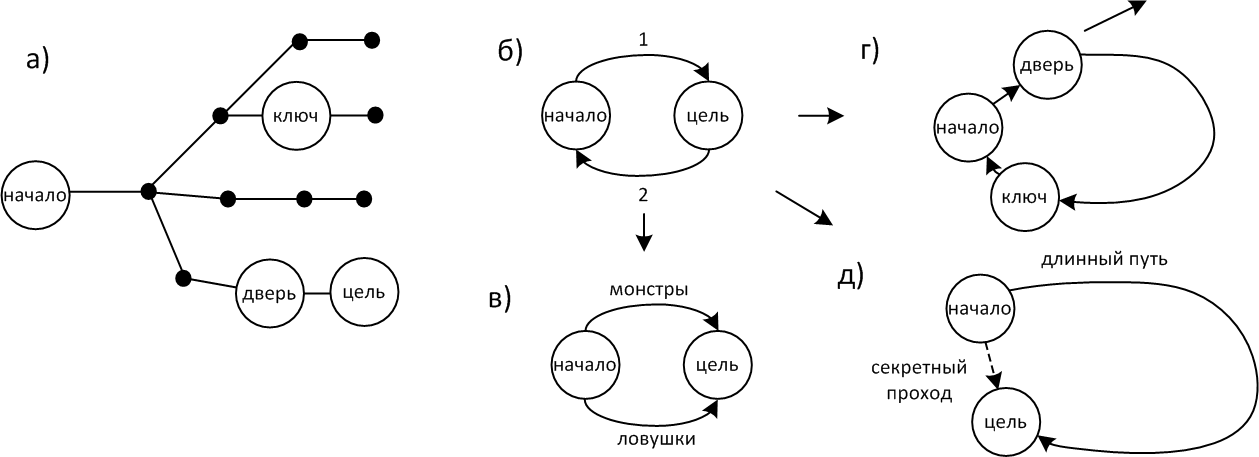
Шаблоны циклической генерации в игре Unexplored:
a) традиционная генерация уровней;
б) базовый шаблон циклической генерации, на котором базируются шаблоны (в), (г), (д);
в) два альтернативных пути;
г) цикл поиска ключа для открытия двери;
д) скрытый короткий путь.

Будущий автор Unexplored Йорис Дорманс (нидерл. Joris Dormans) занимался научными проблемами процедурной генерации, и он опубликовал результаты своей работы в 2010 году. Данные созданные технологии стали основой для будущей игры. Одним из привнесённых новшеств стала циклическая генерация подземелий (англ. cyclic dungeon generation), отличающееся способом построения лабиринта и генерации в нём задач для игрока. Традиционные подходы создавали игровой мир в виде произвольного графа связей между локациями, и далее расставляли в нём препятствия и объекты для прохождения (см. илл. (а)). Это приводило к тому, что игроку приходилось часто двигаться по одним и тем же проходам, возвращаться в ранее посещённые места и тому подобное, что вызывало повторяемость и скучность игрового процесса. Инновационность подхода Йориса Дорманса заключалась в генерации уровней по циклическим шаблонам (см. илл. (б-д)), каждый из которых представлял собой циклический путь для движения героя, или в некоторых случаях им создавался альтернативная траектория прохождения. Такие лабиринты реже требовали возвращения, предоставляли различные способы прохождения, а созданные уровни становились более похожи на те, которые проектируются людьми.
Идея построения лабиринтов описанным образом пришла Йорису на занятиях на канадской конференции в Банфе, где предложили создать генератор ландшафта прогулочных парков. Работая над этой задачей Йорис обратил внимание, что обычно дорожки в парке циклические и без тупиков, позволяющие людям непрерывно прогуливаться по ним. Это понимание сформировало концепт циклической генерации, а позже Йорис начал замечать подобные особенности в жизни и в уровнях компьютерных игр, спроектированных людьми.
Работая над генерацией уровней создатели Unexplored заметили, что используя процедурную генерацию весьма легко выйти за пределы разумного в разных смыслах. Так, контент создаётся быстро и легко, но это не приводит к улучшению игрового процесса. Йорис отмечает, что если уровень небольшой, но его элементы согласованы, то это повышает играбельность. В этом ключе, чтобы сделать игру более интересной, разработчики начали добавлять в неё такие игровые механики, как телепорты, возможность падения главного героя на более глубокий уровень и другие. Создатели ушли от традиционных для roguelike пещер и создаваемые уровни представляли набор комнат, соединённых между собой различным образом.
Программированием и геймдизайном занимался Йорис Дорманс, музыку для игры написал Маттис Диркс (нидерл. Matthijs Dierckx). 10 августа 2016 года Unexplored стала доступной в раннем доступе в сервисе Steam. Официальный выход игры состоялся 22 февраля 2017 года для персональных компьютеров под управлением Windows. К 9 августа 2018 года игра была портирована и вышла под названием Unexplored: Unlocked Edition для Nintendo Switch. 19 и 22 февраля 2019 года игра стала доступна на платформах PlayStation 4 и Xbox One соответственно. После первого выпуска для игры вышло три бесплатных дополнения, предлагающих собой новые режимы игры.

## Оценки и мнения
| Иноязычные издания    | Иноязычные издания | Иноязычные издания | Иноязычные издания | Иноязычные издания |
| Издание               | Оценка             | Оценка             | Оценка             | Оценка             |
| Издание               | Switch             | PC                 | PS4                | Xbox One           |
| --------------------- | ------------------ | ------------------ | ------------------ | ------------------ |
| Eurogamer Italy       |                    | 8/10               |                    |                    |
| Hooked Gamers         |                    | 7/10               |                    |                    |
| Nintendo Life         | 85 %               |                    |                    |                    |
| FNintendo             | 7/10               |                    |                    |                    |
| Nintendo World Report | 6,5/10             |                    |                    |                    |
| Cubed3                | 4/10               |                    |                    |                    |
| The Xbox Hub          |                    |                    |                    | [ 12 ]             |
| ScreenRant            |                    |                    | [ 17 ]             |                    |
| COGConnected          |                    |                    | 77 %               |                    |
| WorthPlaying          |                    |                    | 5/10               |                    |

В рецензии итальянского Eurogamer сообщили, что выбранный разработчиками Unexplored является сложным в том смысле, что roguelike во многом наследуют игровой процесс времён текстовых игр вплоть до эпохи Pong, когда например высокая сложность и «смерть персонажа навсегда» была нормой. Однако, создаваемая игра должна удовлетворять современным стандартам качества и не утомлять игрока повторениями. По словам обозревателя, создатели Unexplored успешно решили эту проблему использованием процедурной генерации уровней и простых игровых механик. В публикации было сказано о качестве генерации: отсутствие абсурдных комнат и некорректных ситуаций, множество предлагаемых сценариев, разнообразие содержимого уровней, сочетающее монстров, магию, погодные условия, воду, ловушки, разное освещение и другое. В качестве интересной особенности рецензент обратил внимание на то, что у главного героя отсутствуют очки опыта, и для совершенствования игроку требуется улучшать свои способности например подбором предметов, а не уничтожая монстров. Обозреватель отметил громоздкость интерфейса, но она нивелировалась простотой элементов. Отдельно было отмечено о простоте графики и физического движка, которые справляются с возложенными задачами — моделирование света, движение оружия и бросание объектов, и т. п. Критик отметил качественную музыку и звуковые эффекты, которые в игре могут использоваться для ориентации в подземелье. В конце автор статьи подытожил, что Unexplored является обязательной всем любителям жанров roguelike и подземелье, а сама игра является «алмазом», свет которого хорошо виден поклонникам первого жанра.
Критик Hooked Gamers упомянул, что минимализм «сейчас в моде» и что для ряда игр он идёт, но графика Unexplored такова, что журналисту напоминает флеш-игры 2000-х годов. Относительно интерфейса обозреватель сообщил, что одновременное наличие на экране кроме основного действия карты уровня, инвентаря и надетых вещей, непрактично. В публикации отдельно было сообщено о простоте игровых механик боя, основанных на позиционировании и использовании различного ближнего и дистанционного оружия. При этом было сообщено об искусственном интеллекте врагов, которые пытаются обойти главного героя, отходят при атаке и делают другие манёвры. Критик положительно отметил, что в игре не используются очки опыта, и это заставляет игрока больше фокусироваться на выживании и исследовании. Дополнительно прозвучала похвала за качество процедурной генерации, дающее положительное впечатление об Unexplored и редко встречающееся в играх: после нахождения ключей игрок может возвращаться к секретным комнатам, ранее недоступным; места появления боссов в игре имеют смысл.
В рецензии Rock, Paper, Shotgun её автор сообщил, что Unexplored генерирует самые лучшие подземелья, которые он когда-либо видел. Кроме этого, критик посчитал, что игра стоит в стороне от множества имеющихся сейчас представителей жанра roguelike, выделяясь невысоким порогом вхождения и плавностью кривой обучения. Журналист сообщил, что интерфейс великолепен — не требует изучения множества горячих клавиш, что характерно для roguelike, и большинство действия делаются посредством «мыши»; обзор инвентаря облегчён за счёт двух вложенных меню. Боевую систему обозреватель сравнил с использующейся в Deadly Rooms of Death. Автор публикации заметил, что выбор разработчиком одноглазого персонажа хотя с первого взгляда не симпатичен, но дальнейшая игра показала преимущество решения — вне зависимости от интенсивности боя и происходящих событий игроку легко найти главного героя и определить его направление, что важно для используемой боевой системы. Анализ критиком генерируемых уровней показал, что каждый из них обладает своей индивидуальностью, их структура интересно построена, лабиринт не требует игрока часто возвращаться, и по пути содержит ряд загадок, требующих решения. Отсутствие очков опыта встречено положительно — это избавило игрока от необходимости поиска и уничтожения монстров, и потребовало исследовать уровни для поиска вещей, позволивших улучшить характеристики главного героя, а также сместила внимание на другие стратегии — например, на скрытное прохождение мимо противников.
Rock, Paper, Shotgun включил Unexplored в свой список из 44 лучших игр первой половины 2017 года.